# Kevin Maradiaga
Kevin Andrés Maradiaga Barrantes (Los Naranjos, Departamento de Cortés, Honduras; 19 de enero de 1994) es un futbolista hondureño. Juega de delantero y su equipo actual es Univ. Pedagógica de la Liga Nacional de Honduras.

## Trayectoria
En 2010 llegó a las divisiones menores del Motagua, donde destacó siendo campeón de reservas en dos ocasiones y adjudicándose un título de goleo en dicha categoría. Hizo su debut profesional el 17 de agosto de 2014 en el triunfo de su equipo por 2-0 ante el Platense, en la tercera jornada del Torneo Apertura 2014. En junio de 2015, tras no entrar más en los planes de su técnico Diego Vásquez, anunció a través de sus redes sociales su salida de Motagua.

## Clubes
| Club              | País     | Año             |
| ----------------- | -------- | --------------- |
| Motagua           | Honduras | 2014 - 2015     |
| Vida              | Honduras | 2015 - 2017     |
| Olancho           | Honduras | 2017            |
| Honduras Progreso | Honduras | 2018            |
| Real de Minas     | Honduras | 2019            |
| Lobos UPNFM       | Honduras | 2020 - Presente |

## Palmarés

### Campeonatos nacionales
| Título                    | Club    | País     | Año  |
| ------------------------- | ------- | -------- | ---- |
| Liga Nacional de Honduras | Motagua | Honduras | 2014 |